# Фајс
Фајс (мађ. , (? - ?), је био четврти велики везир Мађара и уједно пагански мађарски владар и наследник у династији Арпадоваца, син Јуташа (Jutas), који је владао у периоду око 950. године

## Биографија
Фајс је био син Јутоша (Jutocsa или Jutas), трећег Арпадовог сина и он је владао мађарским племенима око 950. године у време византијског цара Константина VII.
О Фајсовој владавини Константин VII Порфирогенит у свом делу Управљање царством (De administrando imperio) у поглављу под бројем четрдесет, О кабарском и турском народу, бележи:
„Зна се да је Арпад, велики турски везир, имао четири сина, први је Тархош (Tarkatzú/Tarkacsu/Tarhos), други Јелек (Jelekh/Jelek/Üllő), трећи Јуташ (Jutotza/Jutocsa/Jutas) и четврти Золта (Solt/Zsolt/Zoltán)
Зна се да је Арпадовог првог сина Тархоша, наследник Тевел (Tebelét/Tevel), другог сина Јелека, наследник Езелек (Ezelekh/Ézelő), трећег сина Јутоша, наследник Фајс (Falitzi/Falicsi), а то је онај који сада влада и четвртог сина Золта, наследник Такшоњ (Takszit/Taksony).”
У Фајсово време племенска конфедерација је била стихијска и већина мађарских племена је свака за себе доносила одлуке. Претпоставља се да је крај његове владавине био означен битком код Аугзбурга где су здружене снаге Источне Франачке и Чешке поразиле Мађаре.